# Deelemania nasuta
Deelemania nasuta là một loài nhện trong họ Linyphiidae.
Loài này thuộc chi Deelemania. Deelemania nasuta được Robert Bosmans miêu tả năm 1988.